# Армянский военный контингент в Ираке

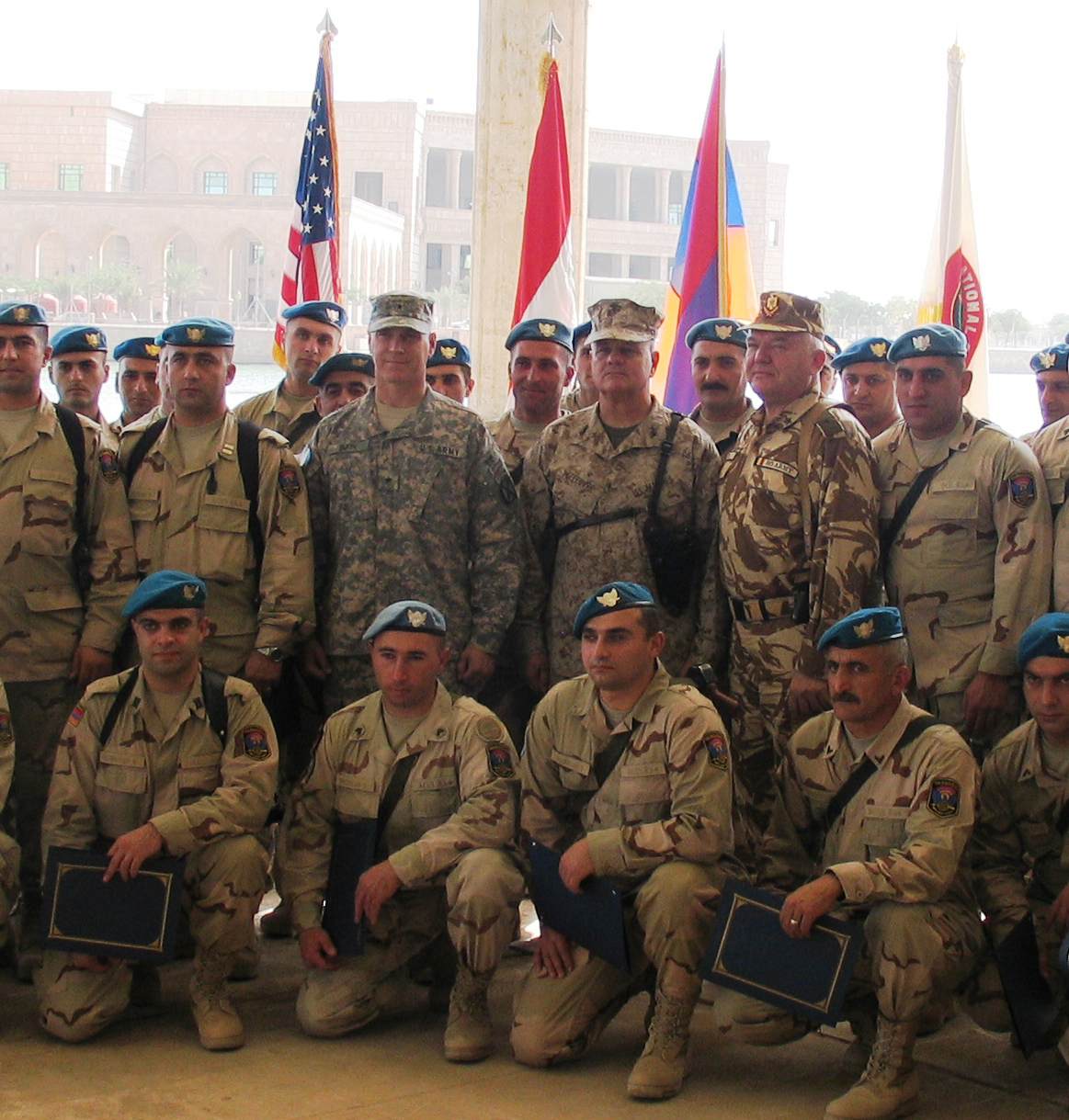
Военнослужащие Армении, США и Польши на церемонии завершения участия Армении в операции в Ираке (военная база «Camp Victory», 6 октября 2008)

Армянский военный контингент в Ираке — подразделение вооружённых сил Армении, в 2005―2008 годах принимавшее участие в войне в Ираке.

## История
После вторжения США и их союзников в Ирак весной 2003 года правительству Армении предложили присоединиться к военной операции. 
26 апреля 2004 года было объявлено о намерении направить в Ирак подразделение вооружённых сил Армении — военные грузовики и 13 военнослужащих (10 саперов и троих врачей). 30 июля 2004 года правительство Армении одобрило присоединение министерства обороны Армении к меморандуму «О командовании и регулировании других вопросов деятельности многонациональной дивизии в составе сил по стабилизации Ирака». В дальнейшем, численность контингента была увеличена. Расходы по тыловому, коммуникационному, техническому и медицинскому обеспечению армянского контингента взяло на себя правительство США.
После акклиматизации на территории Кувейта 25 января 2005 года военнослужащие Армении прибыли в Ирак и были включены в состав военного контингента Польши. Местом постоянной дислокации армянского подразделения стал город Эль-Кут в 62 милях от Багдада. Продолжительность службы армянских военнослужащих в Ираке составляла шесть месяцев, после этого производилась замена личного состава.
В декабре 2005 года парламент Армении утвердил решение о продлении участия страны в операции в Ираке на один год (до 2007 года). 18 января 2006 года в ходе ротации личного состава правительство Армении отправило в Ирак третье подразделение из 46 человек (30 водителей, 10 саперов, двух связистов, двух медиков и двух штабных офицеров). В ответ на эти действия, президент США Дж. Буш предоставил Армении экономическую помощь в размере 235,5 млн. долларов США.
10 ноября 2006 года в районе города Эль-Кут заложенное возле дороги минно-взрывное устройство сработало в тот момент, когда мимо проезжала колонна из 20 автомашин коалиционных войск (десяти машин контингента Словакии, шести машин войск Сальвадора и четырёх машин войск США). Взрывом были убиты два (1 солдат Словакии и 1 солдат Польши) и ранены ещё два иностранных военнослужащих (1 солдат Польши и 1 ст. лейтенант Армении).
В конце 2006 года правительство Армении ещё раз продлило время пребывания контингента в Ираке.
Предполагалось, что армянские военнослужащие вернутся из Ирака не ранее января 2009 года, но 6 октября 2008 года Армения раньше назначенного срока завершила участие в операции. После завершения эвакуации имущества, 7 октября 2008 года армянские военнослужащие покинули Ирак.
15 декабря 2011 года США объявили о победе и официальном завершении Иракской войны, однако боевые действия в стране продолжались.

## Результаты
Потери армянского контингента в Ираке составили 1 военнослужащего раненым (он был отправлен на лечение в военный госпиталь США).